# 泉丘站 (日本)
泉丘站（日语：／ Izumigaoka eki */?）是一個位於大阪府堺市南區竹城台1丁1番1號，屬於南海電氣鐵道泉北線的鐵路車站。車站編號NK89。

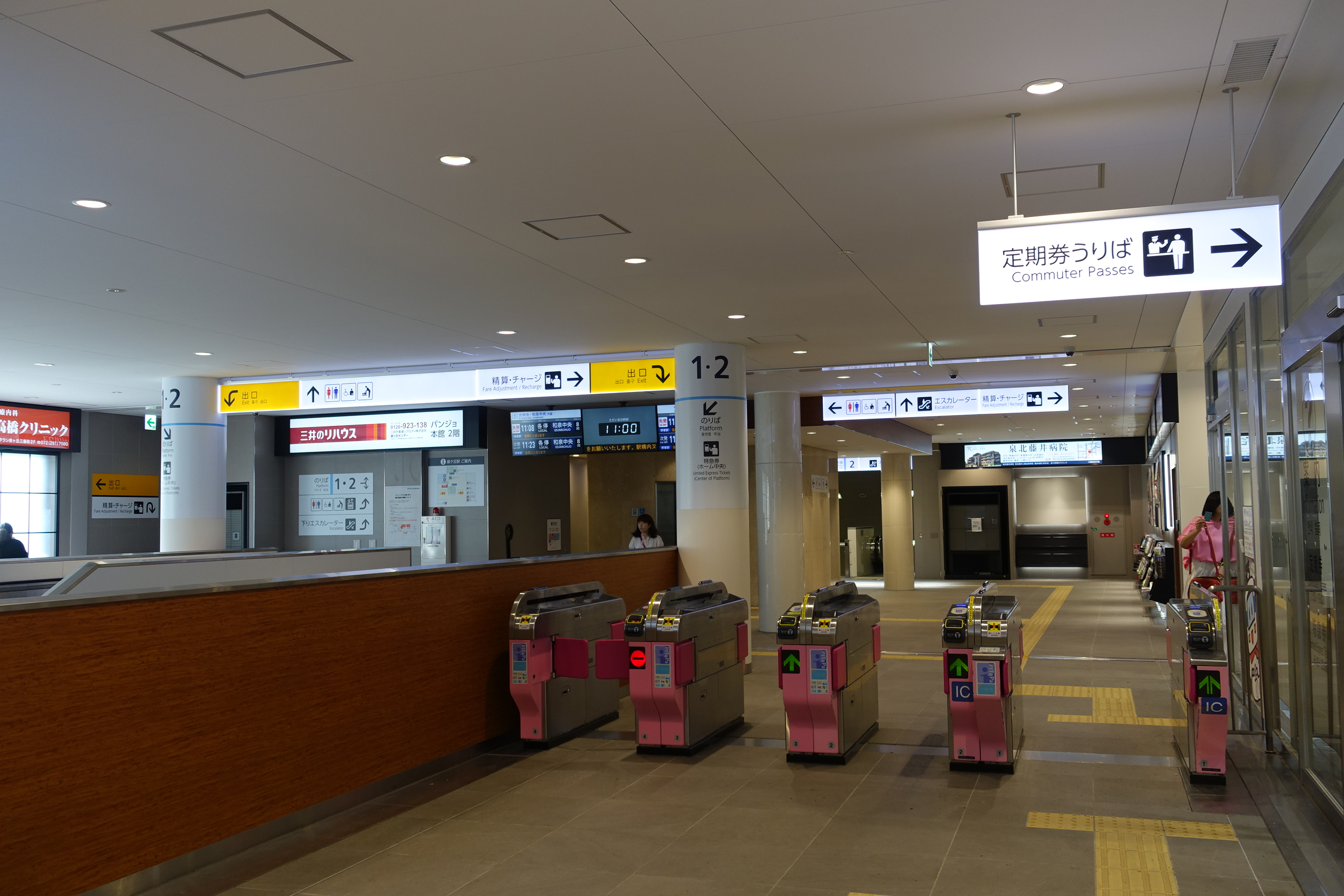
檢票口（2018年9月）

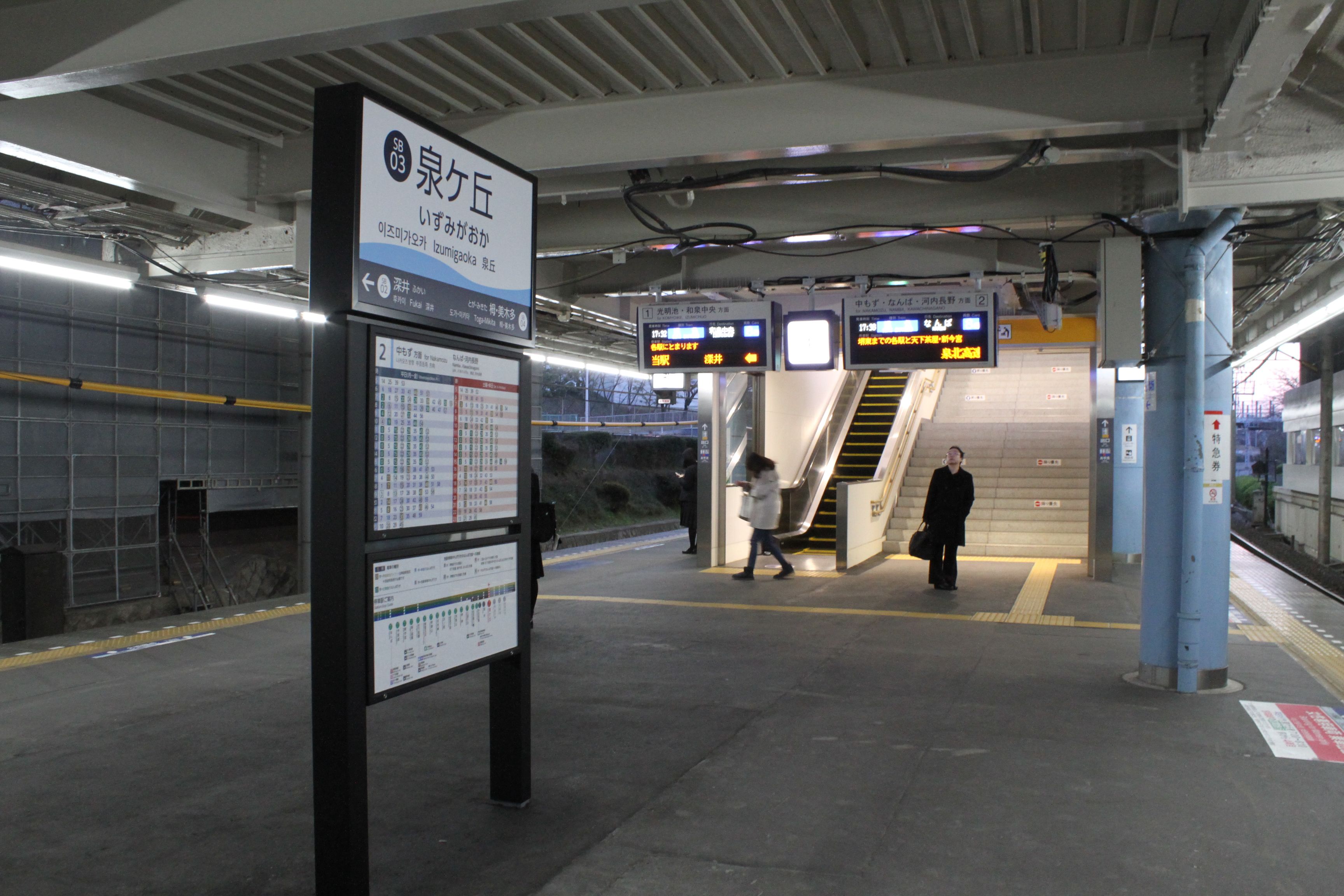
月台（2018年1月）

## 車站構造
島式月台1面2線的跨站式站房。只限一個閘口。

### 月台配置
| 月台 | 路線   | 方向 | 目的地                             |
| ---- | ------ | ---- | ---------------------------------- |
| 1    | 泉北線 | 下行 | 光明池、和泉中央方向               |
| 2    | 泉北線 | 上行 | 中百舌鳥、（高野線）堺東、難波方向 |

## 相鄰車站
南海電氣鐵道
 泉北線
- ■特急「泉北Liner」停車站

■區間急行、■準急、■各站停車
深井（NK88）－泉丘（NK89）－栂·美木多（NK90）

## 外部連結
- 泉丘站 （页面存档备份，存于） - 南海電氣鐵道